# Estrella Damm
Estrella Damm is een Spaans bier (meer bepaald een lager), gebrouwen door de Damm-brouwerij in Barcelona. Het bier staat in Catalonië op de eerste plaats qua consumptie met een marktaandeel van 85% in 2006.

## Geschiedenis
Estrella Damm wordt nog gebrouwen naar het originele recept waarmee August Kuentzmann Damm en Joseph Damm in 1876 zijn begonnen bier te brouwen. Sindsdien is het wel meerdere keren van naam veranderd: in 1876 werd het uitgebracht onder de naam Strasburger. In 1921 verandert dat in Estrella Dorada ('gouden ster') en in 1992 in Estrella Damm ('Damm ster').

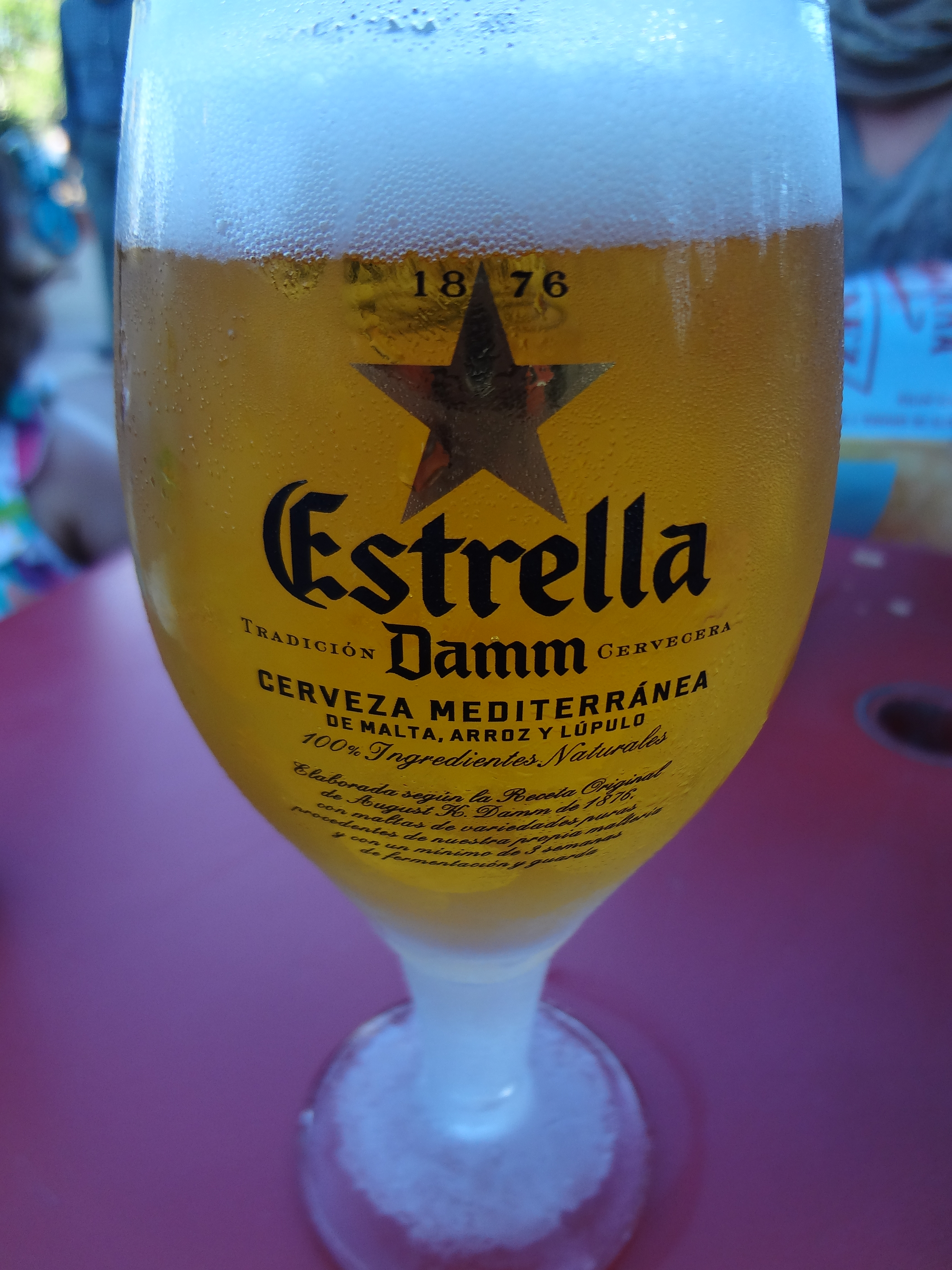
Estrella Damm, Madrid

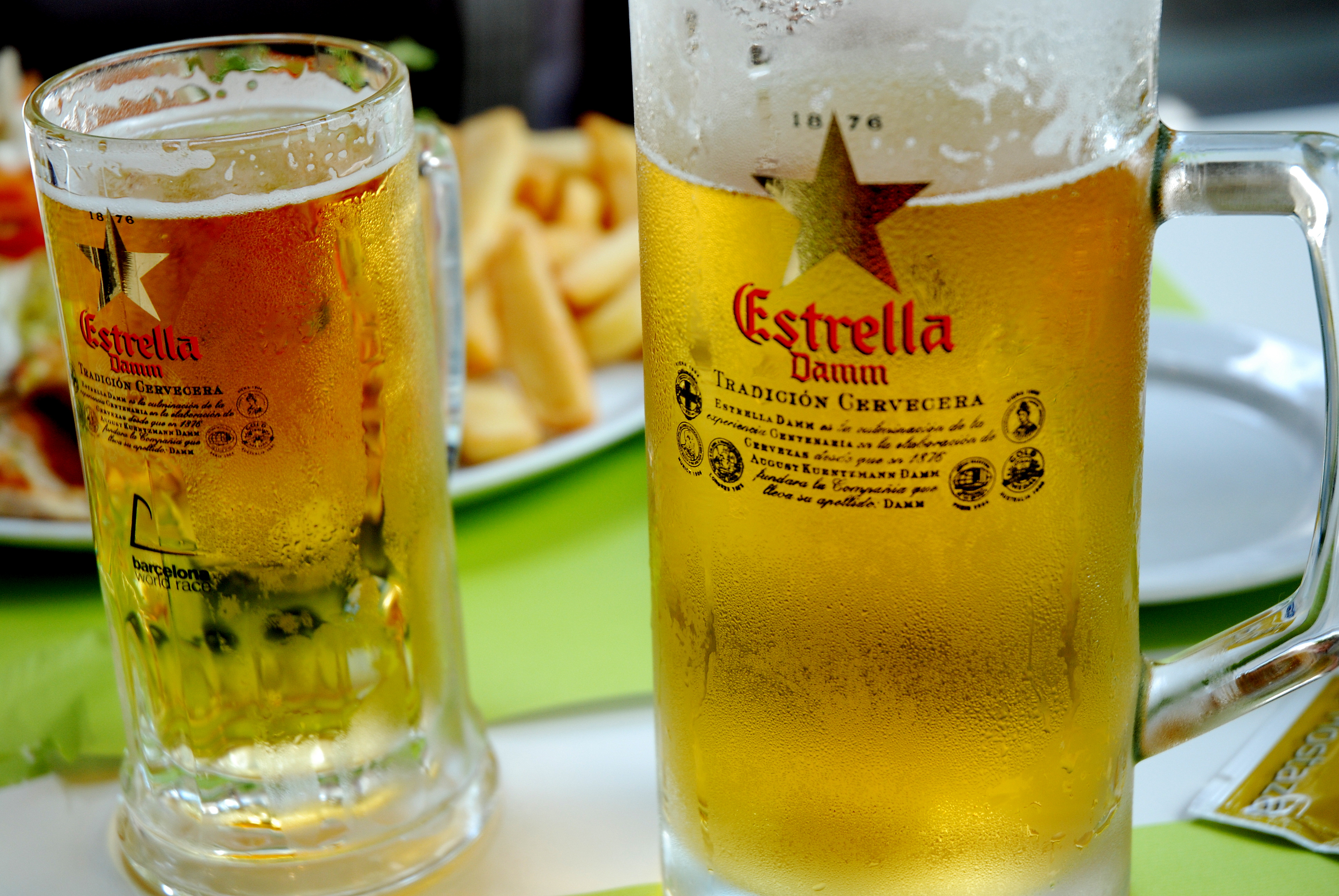
Estrella Damm

## Samenstelling en smaak
Estrella Damm wordt gebrouwen van mout, hop, gist en rijst. Damm is de enige brouwerij in Spanje en een van de weinigen ter wereld die nog over een eigen mouterij beschikt. De gerst waar de mout van wordt gemaakt koopt het bedrijf van boeren in het dal van de Ebro en verwerkt die vervolgens in de mouterij La Moravia in Bell-lloc d'Urgell. De rijst die gebruikt wordt is de typische langkorrelige variant die in de Ebrodelta verbouwd wordt. Het bier heeft tussen de 3 en 4 weken nodig om te rijpen.
Het goudkleurige bier heeft een droge, maar zoete smaak met een pittige, fruitige afdronk. In het commentaar dat het bier kreeg bij de gouden medaille in de World Beer Championship in 2004, wordt het een lekker bier genoemd dat goed in de smaak zal vallen bij het merendeel van de massa. Estrella Damm heeft een alcoholpercentage van 4,6% of 5,4%.

## Imago
Het merk Estrella Damm wordt door de Damm-brouwerij gebruikt voor de meeste van haar sponsoractiviteiten, zoals voor de Olympische Spelen van 1992 in Barcelona, La Mercè, Sónar, de Barcelona World Race of de sponsoring van sportclubs als FC Barcelona en RCD Espanyol.

## Varianten

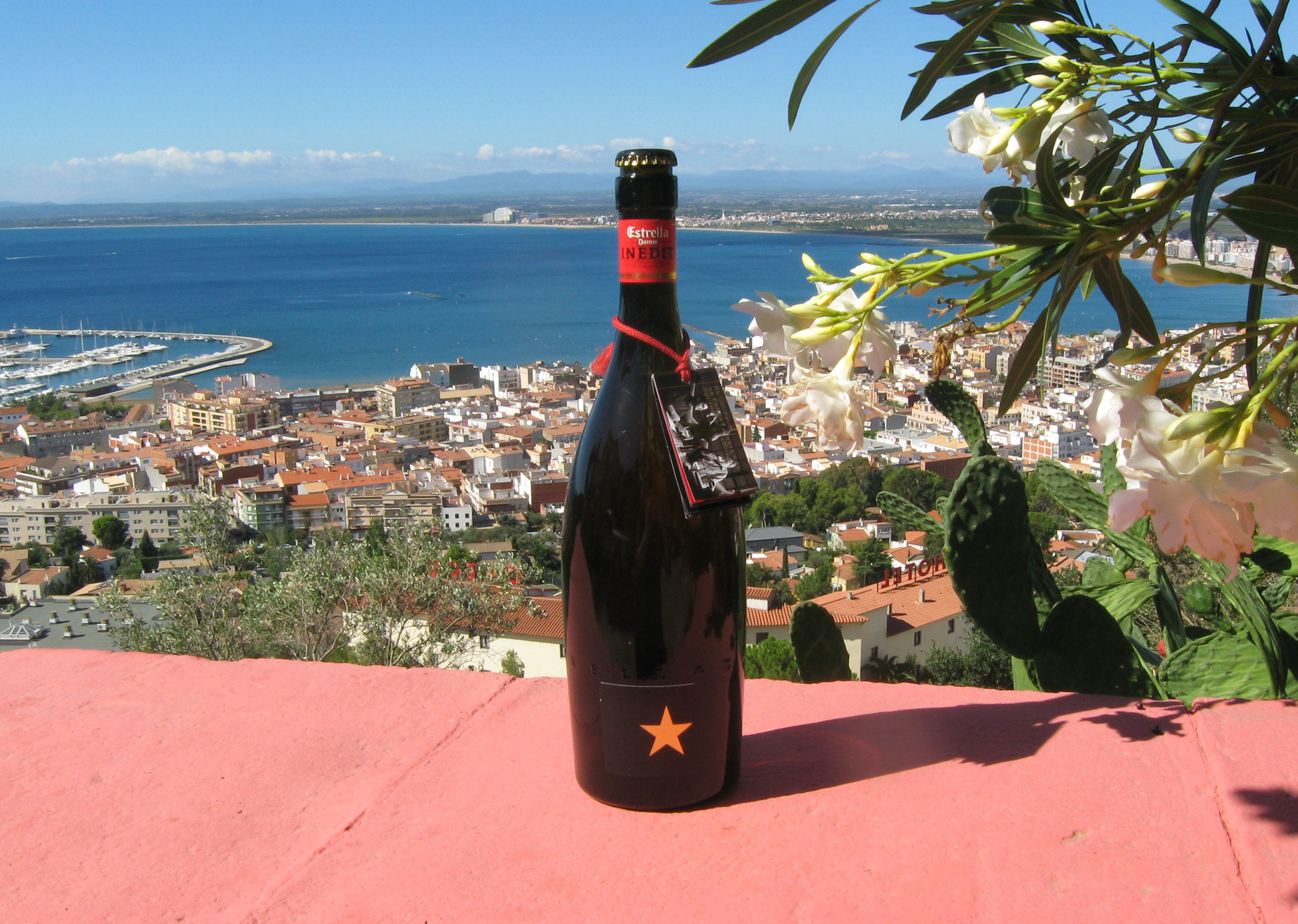
Inedit

- Estrella Damm Inedit, blond bier met een alcoholpercentage van 4,8%. In 2009 liet Ferran Adrià van toprestaurant El Bulli zijn eigen bier ontwikkelen, speciaal voor gebruik bij "foodpairing". Het bier is internationaal verkrijgbaar.[2]
- Estrella Damm Daura, blond glutenvrij bier met een alcoholpercentage van 5,4% dat in 2006 voor het eerst op de markt is gebracht.

## Prijzen
- Internationale Ausstellung der Gesellschaft Von Blauen Kreuze, Wenen, 1904
- Medaille van de Colonial and Indian Exhibition, Londen, 1905
- München, 1906
- Parijs, 1964
- Australië, 1998
- World Beer Championship, Chicago, 2004

## Verder lezen
- (es)  Peribáñez Bonet, Manuel en Aramadas Bosch Ramón (red.), Damm, 125 años, de 1876 a 2001, S.A. Damm, 2001, 288 p., tevens online beschikbaar in pdf formaat